# Enrico Letta
Enrico Letta (Pisa, 20 agosto 1966) è un politico italiano, presidente del Consiglio dei ministri della Repubblica Italiana dal 28 aprile 2013 al 22 febbraio 2014 e segretario del Partito Democratico dal 14 marzo 2021 al 12 marzo 2023.
È stato europarlamentare dal 2004 al 2006 nel gruppo liberaldemocratico, dal 2001 al 2015 è deputato per la Margherita e, in seguito, per il PD, Ministro per le politiche comunitarie tra il 1998 e il 1999 durante il Governo D'Alema I, quindi Ministro dell'industria, del commercio e dell'artigianato durante i Governi D'Alema II e Amato II dal 1999 al 2001 e Sottosegretario di Stato alla Presidenza del Consiglio dei ministri durante il Governo Prodi II dal 2006 al 2008.
Due mesi dopo le elezioni politiche del febbraio 2013, dove non è stata raggiunta una netta maggioranza in Parlamento, è stato nominato Presidente del Consiglio dei ministri e forma il primo governo di grande coalizione. Il suo governo ha cercato di promuovere la ripresa economica ottenendo un accordo di finanziamento dall'Unione europea per alleviare la disoccupazione giovanile, e abolire anche il finanziamento statale dei partiti politici, qualcosa che è stato visto come un momento di svolta per la politica italiana che per anni era dipesa dai fondi pubblici. Ha anche affrontato le prime fasi della crisi europea dei migranti, compreso il naufragio più mortale nella storia recente del Mar Mediterraneo; in risposta, Letta ha messo in atto l'operazione Mare nostrum per pattugliare i confini marittimi e salvare i migranti. Nel novembre 2013, il leader del PdL Silvio Berlusconi ha tentato di ritirare l'appoggio del suo partito al governo, al fine di realizzare un cambio di presidente del Consiglio; in risposta, tutti i ministri di centrodestra del Gabinetto hanno continuato a sostenere Letta, lasciando il PdL e formando un nuovo partito. Il 14 febbraio 2014, in seguito al voto di sfiducia nei suoi confronti da parte della direzione del PD, rassegna le sue dimissioni da premier, venendo succeduto da Matteo Renzi.
Il 9 giugno 2015 rinuncia al seggio in Parlamento per dedicarsi all'insegnamento universitario, in qualità di docente a contratto. Dal 1º settembre 2015 fino a marzo 2021 ha diretto la Scuola di affari internazionali dell'Istituto di studi politici di Parigi.
Nel marzo 2021, in seguito alle dimissioni di Nicola Zingaretti da segretario del PD, viene indicato, da molti esponenti di spicco del partito, come successore alla segreteria del partito. Tornato in Italia per accettare la candidatura, il 14 marzo l'assemblea nazionale lo elegge segretario nazionale del Partito Democratico.
Il 4 ottobre 2021 viene eletto deputato del Partito Democratico alle elezioni suppletive nel collegio Toscana 12, con il 49,9% delle preferenze. Viene rieletto deputato alle elezioni politiche del 25 settembre 2022, in cui la lista Partito Democratico - Italia Democratica e Progressista, da lui guidata, raccoglie il 19% dei voti. In seguito alla sconfitta elettorale, rassegna le dimissioni da segretario del partito, restando in carica fino alle successive elezioni primarie.

## Biografia
Il ramo paterno della famiglia di Letta è originario della Marsica, in provincia dell'Aquila, dove il nonno di Enrico, Vincenzo Letta — nativo di Aielli (paese del quale fu anche podestà) e sopravvissuto al terremoto della Marsica del 1915 — esercitò per decenni la professione di avvocato.
Nato il 20 agosto 1966 a Pisa in Toscana, in una famiglia numerosa, figlio di Anna Banchi, di origini sassaresi e toscane, e del matematico Giorgio Letta, che insegna all'Università di Pisa. Ha un fratello, Vincenzo (1971), ed è nipote del politico di centro-destra Gianni Letta, uno dei principali collaboratori e stretto consigliere di Silvio Berlusconi e di conseguenza cugino del figlio di questi, l'amministratore delegato di Medusa Film Giampaolo Letta. È altresì nipote della Vicepresidente della Croce Rossa italiana Maria Teresa Letta e dell'archeologo e docente di storia romana presso l'Università di Pisa (come il padre) Cesare Letta. Inoltre vanta una parentela acquisita, da parte materna, con Antonio Gramsci (1891–1937), politico, politologo e filosofo, uno dei fondatori del Partito Comunista d'Italia, di cui fu esponente di primo piano e segretario dal 1924 al 1927.
Dopo aver trascorso parte dell'infanzia a Strasburgo, frequenta la scuola dell'obbligo. Completa gli studi di scuola superiore a Pisa, dove frequenta il liceo classico Galileo Galilei e fin dalla quarta ginnasiale partecipa alle attività del Movimento Studenti di Azione Cattolica. Si laurea in scienze politiche (indirizzo politico-internazionale) all'Università di Pisa nel 1994. Consegue il diploma di perfezionamento (equivalente al dottorato di ricerca, in base alla legge n. 41/1987) in Diritto delle Comunità Europee presso la Scuola Superiore Sant'Anna di Pisa.
È stato professore a contratto presso l'Università Carlo Cattaneo tra il 2001 e il 2003, presso la Scuola Superiore Sant'Anna di Pisa nel 2003 e presso l'École des hautes études commerciales di Parigi nel 2004.

### Vita privata
Si è sposato la prima volta a 24 anni e dopo 6 anni di matrimonio ha divorziato. Successivamente si è risposato in seconde nozze con la giornalista del Corriere della Sera Gianna Fregonara, con la quale ha avuto tre figli: Giacomo, Lorenzo e Francesco. Ha vissuto a Parigi.
È un tifoso appassionato del Milan, oltre che amante della lettura, apprezzando scrittori come Santo Piazzese, Marcello Fois, Gianrico Carofiglio.

## Carriera politica

### Gli inizi dalla DC alla Margherita
Inizia la sua carriera politica nella Democrazia Cristiana (DC), nelle cui liste viene eletto consigliere comunale a Pisa alle elezioni del 1990; entra quindi a far parte della maggioranza del Pentapartito a sostegno del sindaco Sergio Cortopassi. Dal 1991 al 1995 è presidente dei Giovani del Partito Popolare Europeo, mentre nel 1993, durante il governo Ciampi, viene nominato Capo di Gabinetto del Ministero degli affari esteri, chiamato dall'allora ministro Beniamino Andreatta (con cui Letta aveva già collaborato nell'associazione no-profit Agenzia di ricerche e legislazione).
Agli inizi del 1994, con lo scioglimento della DC, aderisce al Partito Popolare Italiano di Mino Martinazzoli. Alle elezioni politiche di quell'anno si candida alla Camera dei deputati per la coalizione centrista del Patto per l'Italia, correndo nel collegio uninominale di Pisa; si piazza all'ultimo posto col 13,22% dei voti, venendo sconfitto dal candidato dei Progressisti Mauro Paissan, esponente dei Verdi.

#### Vicesegretario del PPI e Ministro de L'Ulivo
Dopo aver servito come segretario generale del Comitato Euro del Ministero del Tesoro nel biennio '96-'97, è diventato vicesegretario del Partito Popolare Italiano assieme a Dario Franceschini nel 1997 sotto la segreteria di Franco Marini. Successivamente nel 1998, con la nascita del primo governo presieduto da Massimo D'Alema, abbandona il ruolo di vicesegretario del PPI a novembre, e viene nominato ministro per le politiche comunitarie, diventando con i suoi 32 anni il più giovane ministro della storia della Repubblica Italiana, primato detenuto fino ad allora da Giulio Andreotti a 35 anni, ma superato da Giorgia Meloni, Ministro per la gioventù nel 2008 con i suoi 31 anni.
Il 22 dicembre 1999 Letta diventa Ministro dell'industria, del commercio e dell'artigianato nel secondo governo D'Alema, e 5 mesi più tardi, il 26 aprile 2000, oltre a venire confermato in quel ruolo nel secondo governo Amato, diventa anche Ministro del commercio con l'estero.
Alle elezioni politiche del 2001 viene eletto per la prima volta alla Camera dei deputati, tra le liste proporzionali nella circoscrizione Piemonte 1 de La Margherita, una lista elettorale centrista con Francesco Rutelli a capo, alla quale aderì il Partito Popolare Italiano (PPI). L'anno successivo nel 2002, il PPI confluì ne La Margherita come partito, con Rinnovamento Italiano di Lamberto Dini e I Democratici di Arturo Parisi, dove Letta fu nominato responsabile nazionale per l'economia fino al 2004.

### Europarlamentare e consigliere di Romano Prodi

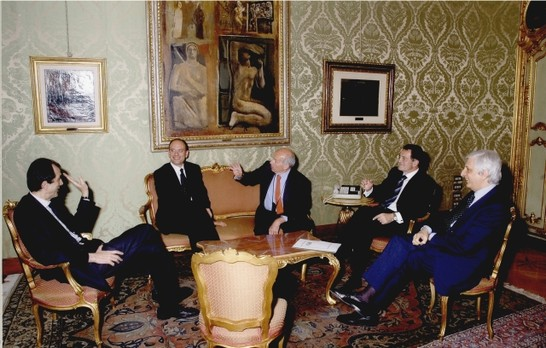
Letta assieme a (da sinistra) Silvio Sircana, Fausto Bertinotti, Romano Prodi e Ugo Zampetti nel 2006

Alle elezioni europee del 2004 viene candidato, ed eletto, al Parlamento europeo per la lista "Uniti nell'Ulivo" come capolista nella circoscrizione nord-orientale, ricevendo 176.000 preferenze. Dopo essersi dimesso da deputato (dove gli subentra Mauro Maria Marino), si è iscritto al gruppo europarlamentare dei liberal democratici dell'ALDE, dove è stato membro della Commissione per i problemi economici e monetari; della Commissione temporanea sulle sfide e i mezzi finanziari dell'Unione allargata nel periodo 2007-2013; della Delegazione per le relazioni con i Paesi del Maghreb e l'Unione del Maghreb arabo (compresa la Libia).
Ricandidato e rieletto deputato alla Camera due anni dopo, alle politiche del 2006 tra le liste de L'Ulivo nella circoscrizione Lombardia 1, dove alle consultazioni politiche la coalizione di centro-sinistra L'Unione guidata da Romano Prodi ne esce vittoriosa, seppur con un risultato risicato, abbandona l'incarico di europarlamentare per accettare quello di deputato nazionale. Successivamente con la nascita del secondo governo presieduto da Prodi, viene indicato come Sottosegretario di Stato alla Presidenza del Consiglio dei ministri con le funzioni di Segretario del Consiglio dei ministri nel secondo governo Prodi, giurando il 17 maggio 2006 nelle mani del neo-presidente della Repubblica Giorgio Napolitano e succedendo allo zio Gianni Letta. Nel ruolo di Segretario del Consiglio dei ministri, divenne il più stretto consigliere del Presidente del Consiglio Romano Prodi, diventando uno dei politici più influenti all'interno del governo.

### Nascita e primarie del PD nel 2007
Dal 23 maggio 2007 è uno dei 45 membri del Comitato Nazionale del Partito Democratico che riunisce i leader delle componenti del futuro partito. Il 24 luglio 2007 annuncia la sua candidatura alle primarie per la scelta del segreteria del PD. Ma, anziché una conferenza stampa o un'intervista su un quotidiano, tramite un video postato su YouTube (uno strumento innovativo per quei tempi), cercando così di presentarsi come un candidato "giovane" per queste primarie. In seguito ha dichiarato:
La sua candidatura raccoglie il sostegno di varie personalità e gruppi del centrosinistra:
- personalità politiche: l'ex Ministro delle politiche agricole alimentari e forestali Paolo De Castro,[46] Davide Corritore,[47] l'europarlamentare Gianni Pittella e l'ex presidente della Commissione Affari Esteri della Camera Umberto Ranieri entrambi DS, l'ex sottosegretario di Stato al ministero dell'interno Giannicola Sinisi, in quota Margherita;
- amministratori locali: il presidente della regione Basilicata Vito De Filippo, il sindaco di Piacenza Roberto Reggi, il Presidente della Provincia autonoma di Trento Lorenzo Dellai;[48]
- il Presidente emerito della Repubblica Francesco Cossiga;
- l'associazione Innovatori Europei.[49]

Nella votazione del 14 ottobre, riesce a raccogliere 391.775 voti, equivalente all'11% dei voti espressi, superando così i tre candidati indipendenti (Jacopo Schettini Gherardini, Pier Giorgio Gawronski e Mario Adinolfi) e piazzandosi terzo alle spalle di Rosy Bindi e Walter Veltroni, con quest'ultimo che viene eletto il primo segretario PD col 75,82% dei voti. Dopo la vittoria di Veltroni alle primarie, viene nominato da quest'ultimo Responsabile nazionale del Lavoro nella Segreteria nazionale del PD.

### Ministro ombra del Partito Democratico
Con la caduta del governo Prodi e la prematura fine della XV legislatura nel 2008, s'indicono nuove elezioni politiche, dove viene rieletto per la terza volta alla Camera, nella circoscrizione Lombardia 2 tra le file del Partito Democratico. L'8 maggio l'incarico di Sottosegretario di Stato alla Presidenza del Consiglio passa allo zio Gianni, a causa della vittoria del centro-destra alle politiche di quell'anno e Silvio Berlusconi, che ha guidato la coalizione nominato Presidente del Consiglio.
Tra le principali proposte di legge che ha presentato nella XVI legislatura (2008-2013), quella sull'abolizione dei vitalizi dei parlamentari. Primo firmatario, insieme con Guglielmo Vaccaro, della legge n. 238/2010 - Incentivi fiscali per il rientro dei lavoratori in Italia rientrante nel progetto "Controesodo - Talenti in movimento".
Dal 9 maggio 2008 al 24 febbraio 2009 è stato un membro del cosiddetto governo ombra del Partito Democratico, con l'incarico corrispondente a quello del Ministro del lavoro, della salute e delle politiche sociali.
Il 24 febbraio 2009 Dario Franceschini (già vicesegretario del PD), appena nominato segretario del PD dopo le dimissioni di Veltroni dalla segreteria nazionale, dopo l'esito negativo alle regionali sarde, lo nomina Presidente nazionale del Forum Welfare del PD.

### Vicesegretario del Partito Democratico

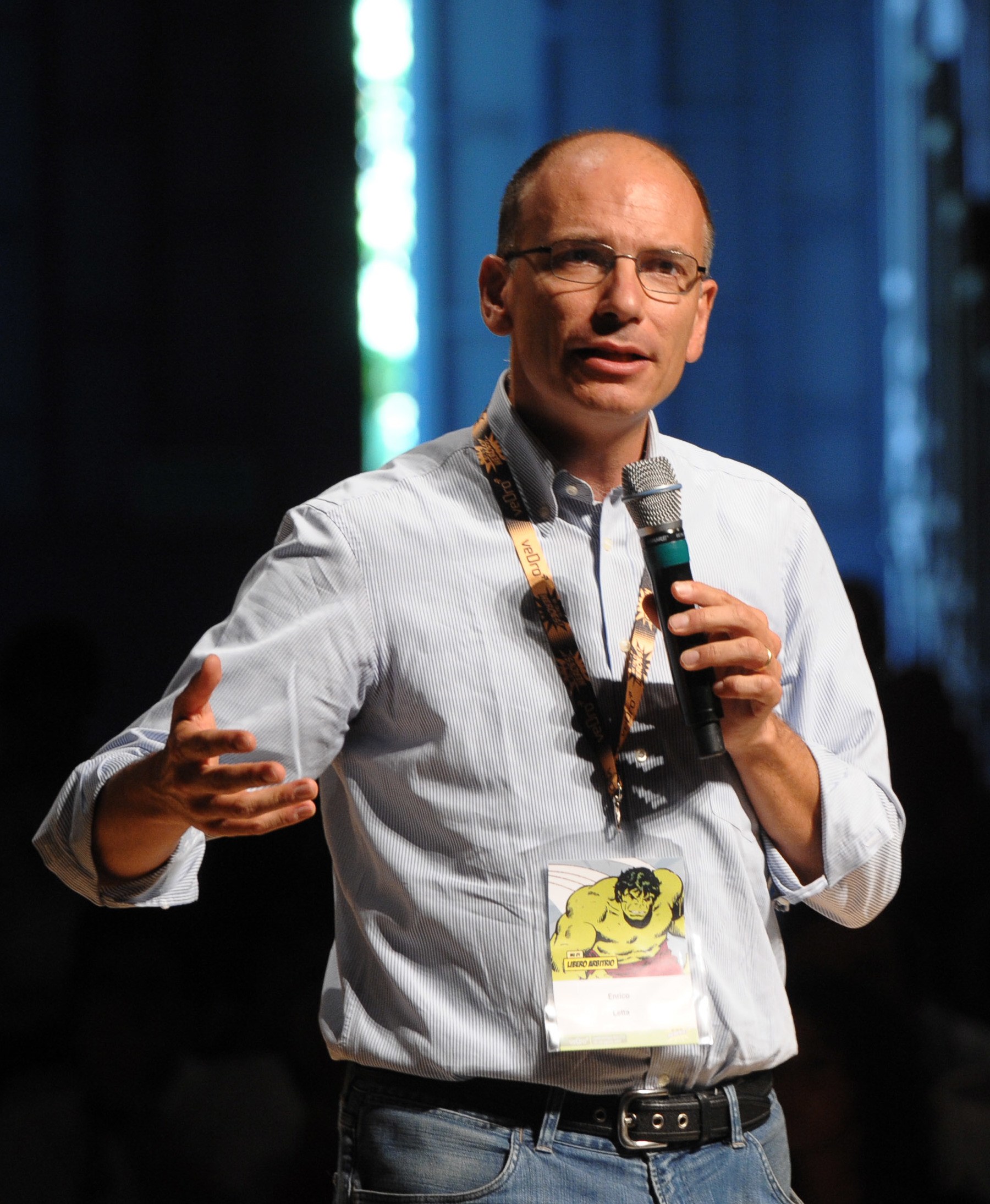
Enrico Letta a veDrò 2012

Alle elezioni primarie del PD nel 2009 sostiene la mozione di Pier Luigi Bersani, ex ministro dello sviluppo economico nel secondo governo Prodi, che risulterà vincente con il 53% dei voti, e il 7 novembre 2009 viene eletto dall'Assemblea vicesegretario nazionale del PD.
Nel giugno 2010 Letta ha organizzato a Verona una riunione di tre giorni, durante la quale ha incontrato imprenditori e dirigenti di spicco della Lega Nord, il più grande partito del Veneto e della Lombardia orientale. Un sondaggio di opinione tra i democratici del settentrione, pubblicato durante il "Nord Camp", ha mostrato che erano più interessati a un'alleanza con la Lega Nord rispetto a Il popolo della libertà di Silvio Berlusconi. Letta è stato elogiato sia da Roberto Maroni sia da Umberto Bossi.
L'8 gennaio 2013 la Direzione nazionale del PD candida Letta alla Camera dei deputati come capolista della lista PD nelle circoscrizioni Marche e Campania in vista delle elezioni politiche del 2013. A marzo, in seguito alle elezioni, insieme con molti altri colleghi del Parlamento, aderisce al progetto "Riparte il futuro", firmando la petizione che ha lo scopo di revisionare la legge anti-corruzione, modificando la norma sullo scambio elettorale politico-mafioso (ex art. 416-ter del codice penale) entro i primi cento giorni di attività parlamentare.
Il 20 aprile 2013, contemporaneamente alla effettività delle dimissioni di Bersani da segretario del PD a causa dell'esito fallimentare delle candidature a Presidente della Repubblica di Franco Marini e Romano Prodi, durante le elezioni del presidente della Repubblica Italiana del 2013, tutta la segreteria del PD, e quindi anche Letta che era vicesegretario, rassegna le dimissioni dai propri incarichi nel partito.

### Presidente del Consiglio dei ministri

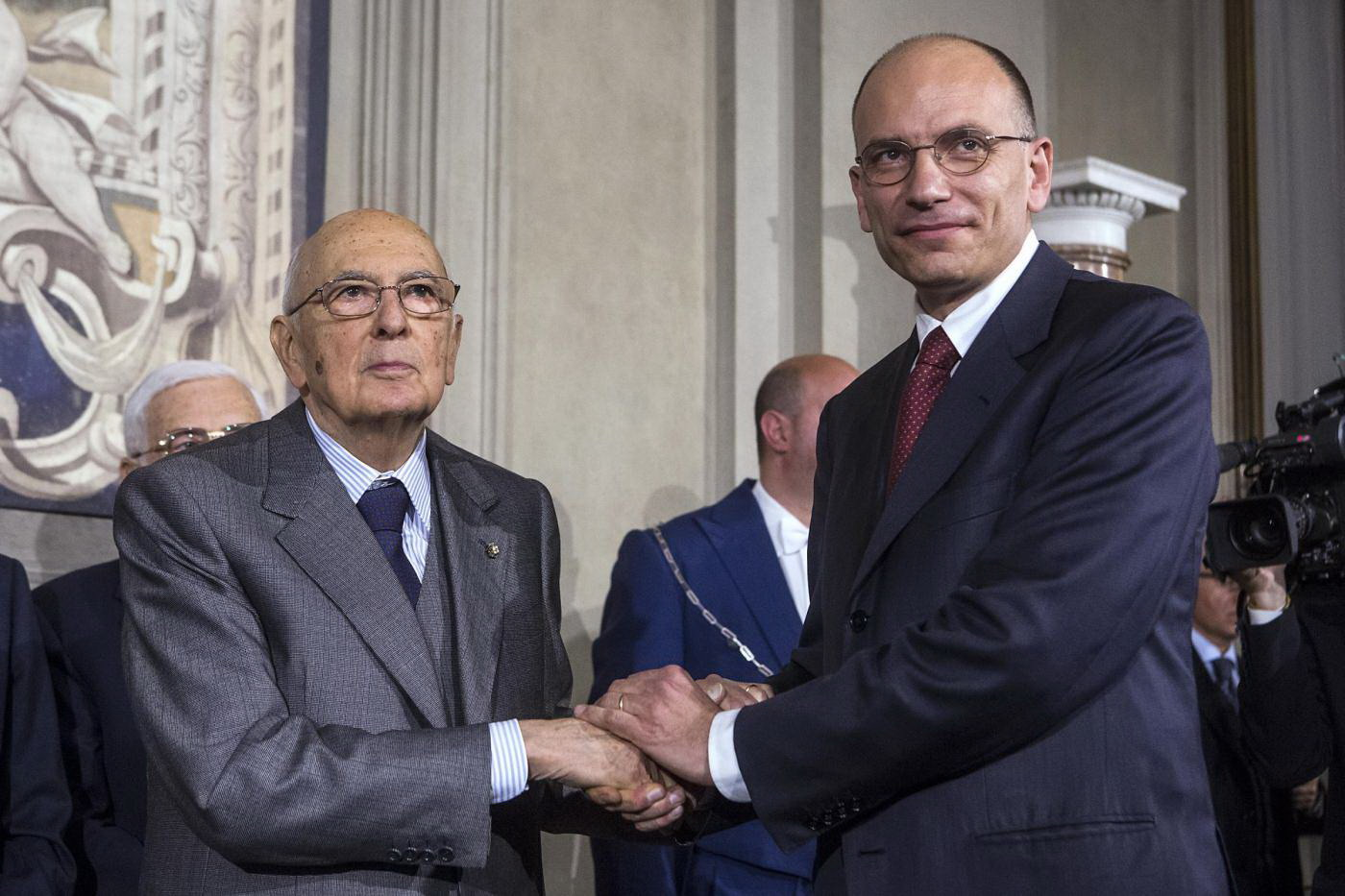
Enrico Letta con il Presidente della Repubblica Giorgio Napolitano

Il Presidente della Repubblica Giorgio Napolitano, appena rieletto e dopo le consultazioni con i presidenti di Camera, Senato e le forze politiche, conferisce a Enrico Letta l'incarico di formare un nuovo governo il 24 aprile 2013, incarico che accetta con riserva. Dopo un rapido giro di consultazioni nella giornata del 25 aprile, il successivo 27 aprile scioglie positivamente la riserva e forma il 62º governo della Repubblica Italiana, che il 28 aprile pronuncia il giuramento davanti al Presidente della Repubblica. Diventato a 46 anni e 8 mesi uno dei Presidenti del Consiglio più giovani nella storia della Repubblica Italiana, il governo è composto da esponenti di Partito Democratico, Il Popolo della Libertà, Unione di Centro e Scelta Civica, formato da 21 ministri, di cui sette donne, con un'età media di 54 anni.

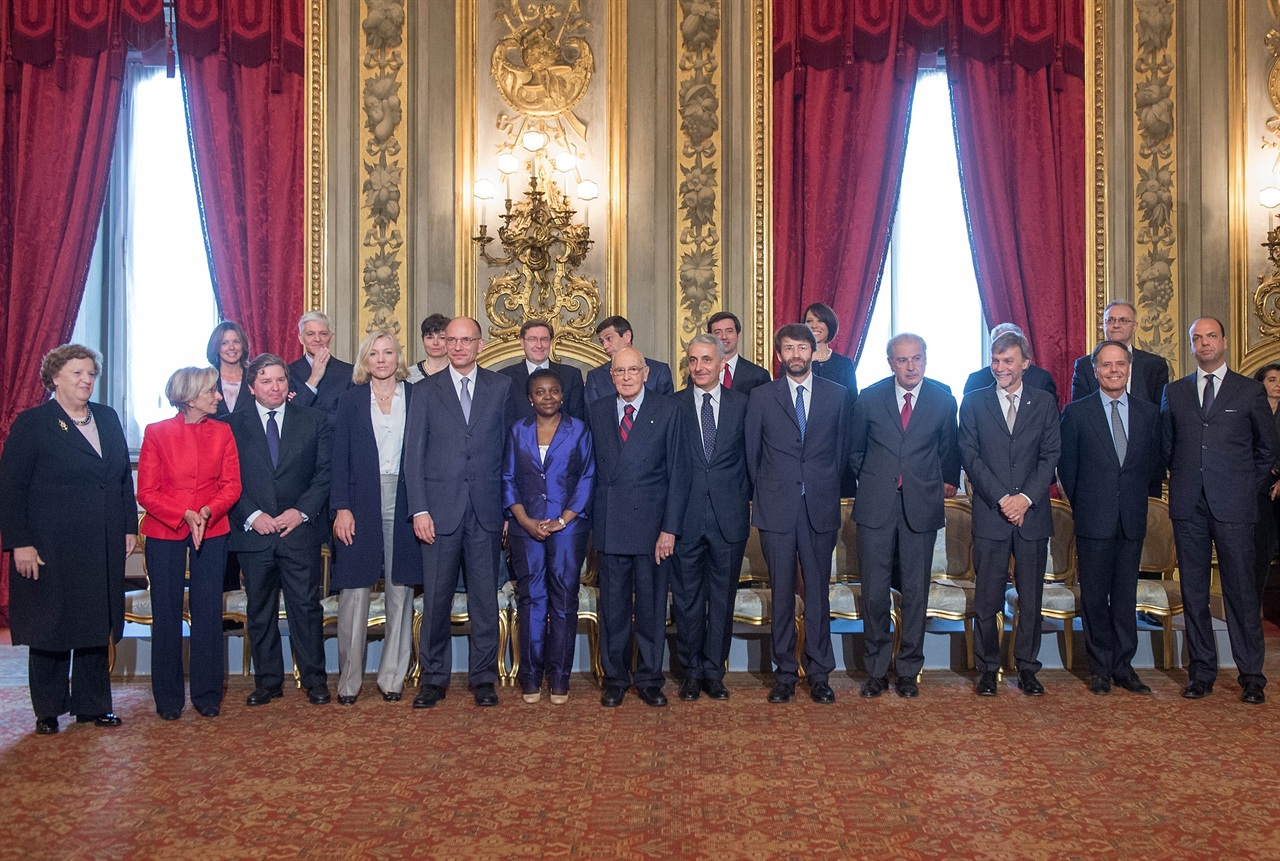
Il giuramento del Governo Letta al Palazzo del Quirinale il 28 aprile 2013

Durante la cerimonia del giuramento, un uomo ha sparato colpi di arma da fuoco davanti a Palazzo Chigi e ha ferito due Carabinieri. L'aggressore, Luigi Preiti, è stato fermato e arrestato; dichiarò di voler uccidere i politici o almeno di colpire un "simbolo della politica" e di essere stato costretto dalla disperazione di essere disoccupato e recentemente divorziato.
Il 29 aprile ottiene la fiducia dalla Camera dei deputati con 453 voti favorevoli su 623 votanti, 153 contrari e 17 astenuti. Il giorno successivo ha ottenuto la fiducia anche dal Senato della Repubblica con 233 sì, 59 no e 18 astenuti. Per il suo primo intervento da Presidente del Consiglio davanti ai due rami del Parlamento italiano, Letta si rivolge, oltre che ai parlamentari, anche agli elettori, sottolineando "la necessità di ripristinare la decenza, la sobrietà, scrupolo, il senso dell'onore e del servizio e infine la banalità della gestione del buon padre di famiglia"; ha anche sostenuto una riduzione dei costi della politica.
Il suo governo si caratterizza come il primo governo di larghe intese della storia della Repubblica Italiana, in quanto comprende esponenti di due delle tre principali forze politiche (centro-sinistra e centro-destra) che si contrapponevano prima delle elezioni. Il suo stretto rapporto con lo zio Gianni, uno dei consiglieri più fidati di Berlusconi, è stato percepito come un modo per superare l'aspra ostilità tra le due fazioni opposte. In particolare, la stessa carica di vicepresidente del Consiglio dei ministri è stata affidata al segretario politico del Popolo della Libertà Angelino Alfano.

#### Tensioni di governo col PdL
Il 28 settembre 2013, i cinque ministri del Popolo della Libertà (PdL) si sono dimessi su ordine del loro leader Silvio Berlusconi, prendendo come pretesto la decisione di posticipare il decreto che impediva l'aumento dell'IVA dal 21% al 22%, aprendo di fatto così una crisi di governo. Il giorno seguente, Letta si reca al Palazzo Quirinale dal Presidente della Repubblica Napolitano per fare il punto della situazione e per discutere delle alternative possibili. In precedenza il Presidente della Repubblica aveva sottolineato che avrebbe sciolto le camere solo se non ci fossero state alternative possibili.

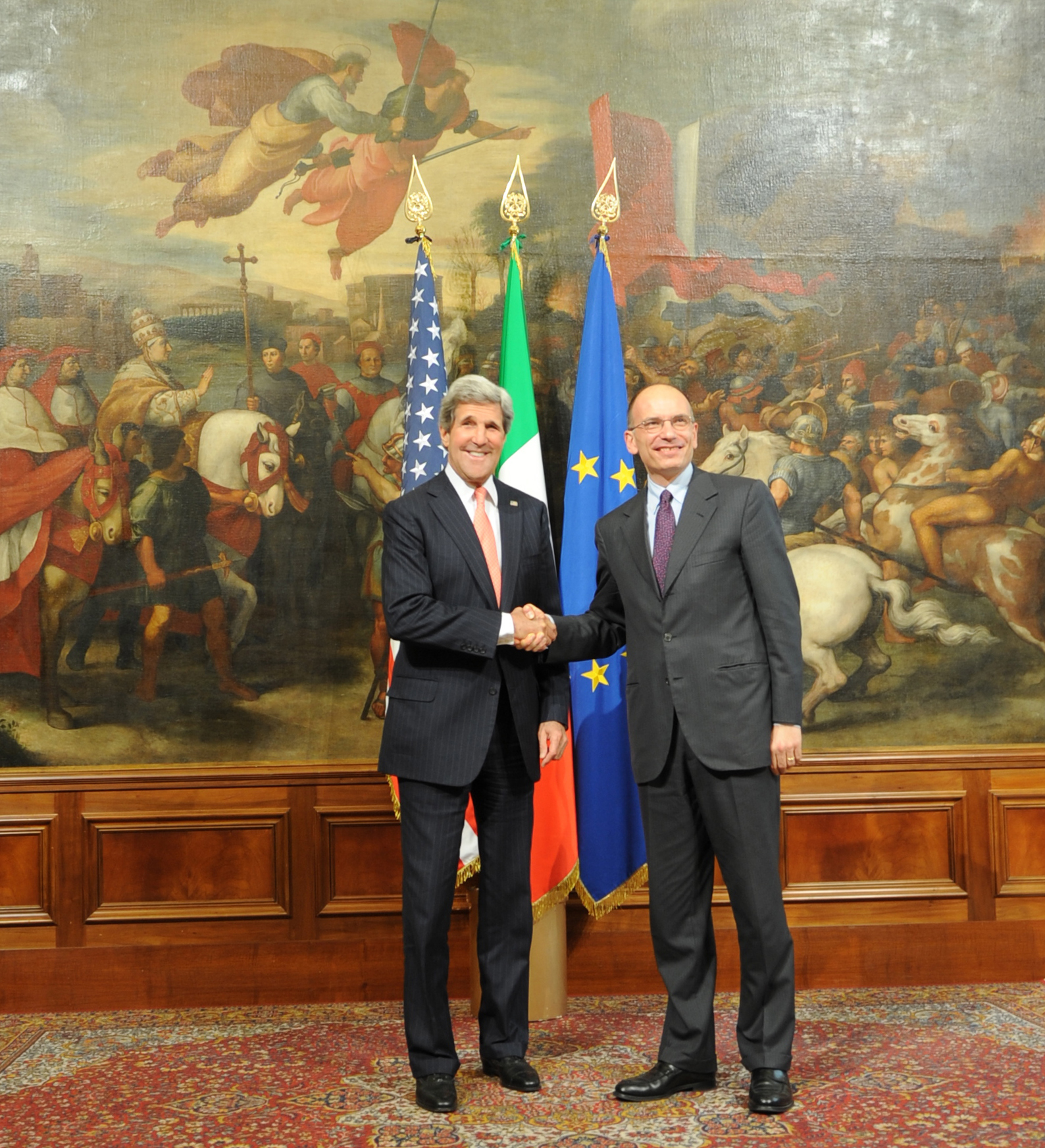
Letta con il Segretario di Stato degli Stati Uniti John Kerry il 23 ottobre 2013

 Tuttavia, nei giorni successivi, decine di esponenti del PdL si prepararono a sfidare Berlusconi e votare la fiducia al governo, spingendo quest'ultimo ad annunciare che avrebbe appoggiato il Presidente del Consiglio. Il 2 ottobre si è votato per la fiducia: in mattinata si è votato presso il Senato, nel pomeriggio alla Camera. Al Senato ha ottenuto 235 voti favorevoli e 70 contrari, mentre alla Camera 435 favorevoli e 162 contrari, ottenendo quindi la piena fiducia da parte del Parlamento.
Il 27 novembre il Senato approva il ddl di Stabilità con 162 voti favorevoli (Partito Democratico, Nuovo Centrodestra, Scelta Civica) e 115 contrari (Movimento 5 Stelle, Forza Italia, Sinistra Ecologia Libertà, Fratelli d'Italia). Ciò comporta, dunque, sia l'approvazione della legge finanziaria da parte del Senato sia la composizione di una nuova maggioranza di Governo dopo l'uscita di Forza Italia, anche a seguito della votazione della decadenza dalla carica di senatore di Berlusconi avvenuta in quello stesso giorno.
In seguito alle dimissioni dal Governo del ministro delle politiche agricole alimentari e forestali Nunzia De Girolamo, dal 27 gennaio assume la carica ad interim.

#### Dimissioni forzate

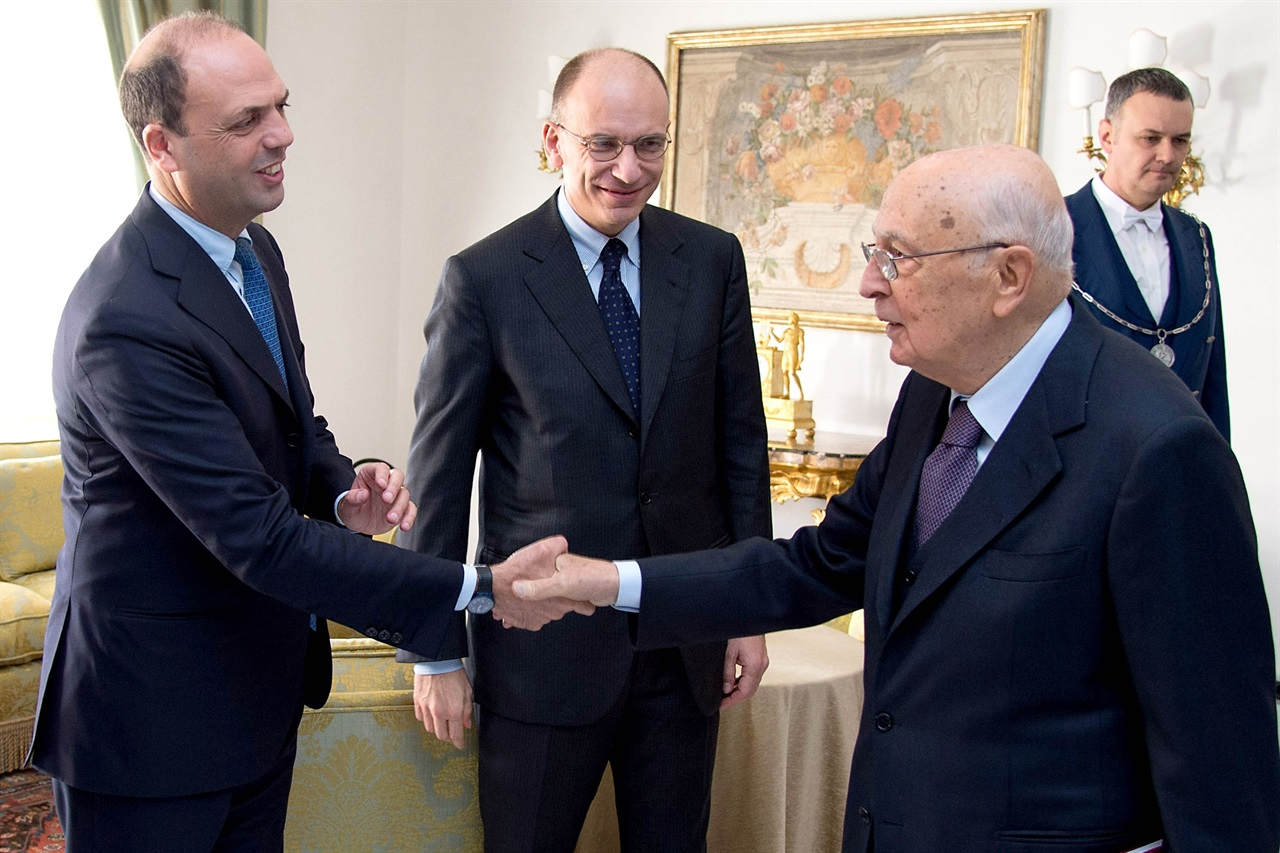
Enrico Letta con Angelino Alfano e Giorgio Napolitano a dicembre 2013

L'8 dicembre, il sindaco di Firenze Matteo Renzi ha vinto con 2/3 dei voti le elezioni primarie del Partito Democratico di quell'anno, scatenando subito le voci sulla possibilità di rimuovere Letta (nonostante quest'ultimo avesse ribadito che «con Renzi lavoreremo insieme, con spirito di squadra») e sostituirlo come nuovo Presidente del Consiglio. Il 17 gennaio 2014, mentre era in onda sul programma televisivo Le invasioni barbariche su LA7, intervistato da Daria Bignardi sulle tensioni tra lui e Letta, Renzi ha lanciato l'hashtag #enricostaisereno per rassicurare il suo collega di partito di non tramare nulla contro di lui.
Tuttavia, la crescente critica alla lentezza della riforma economica italiana lasciò Letta sempre più isolato, anche all'interno del suo stesso partito. Il 13 febbraio 2014 la Direzione nazionale del Partito Democratico, su impulso del neo-segretario Renzi, ormai in rivalità con Letta, ha votato largamente a favore per le dimissioni di Letta, con 136 voti favorevoli, 16 contrari e due astensioni, per fare spazio a un nuovo esecutivo guidato dallo stesso Renzi. Il giorno seguente, Letta rassegna le proprie dimissioni al Presidente della Repubblica, restando in carica per il disbrigo degli affari correnti fino al 22 febbraio.

#### Politiche economiche

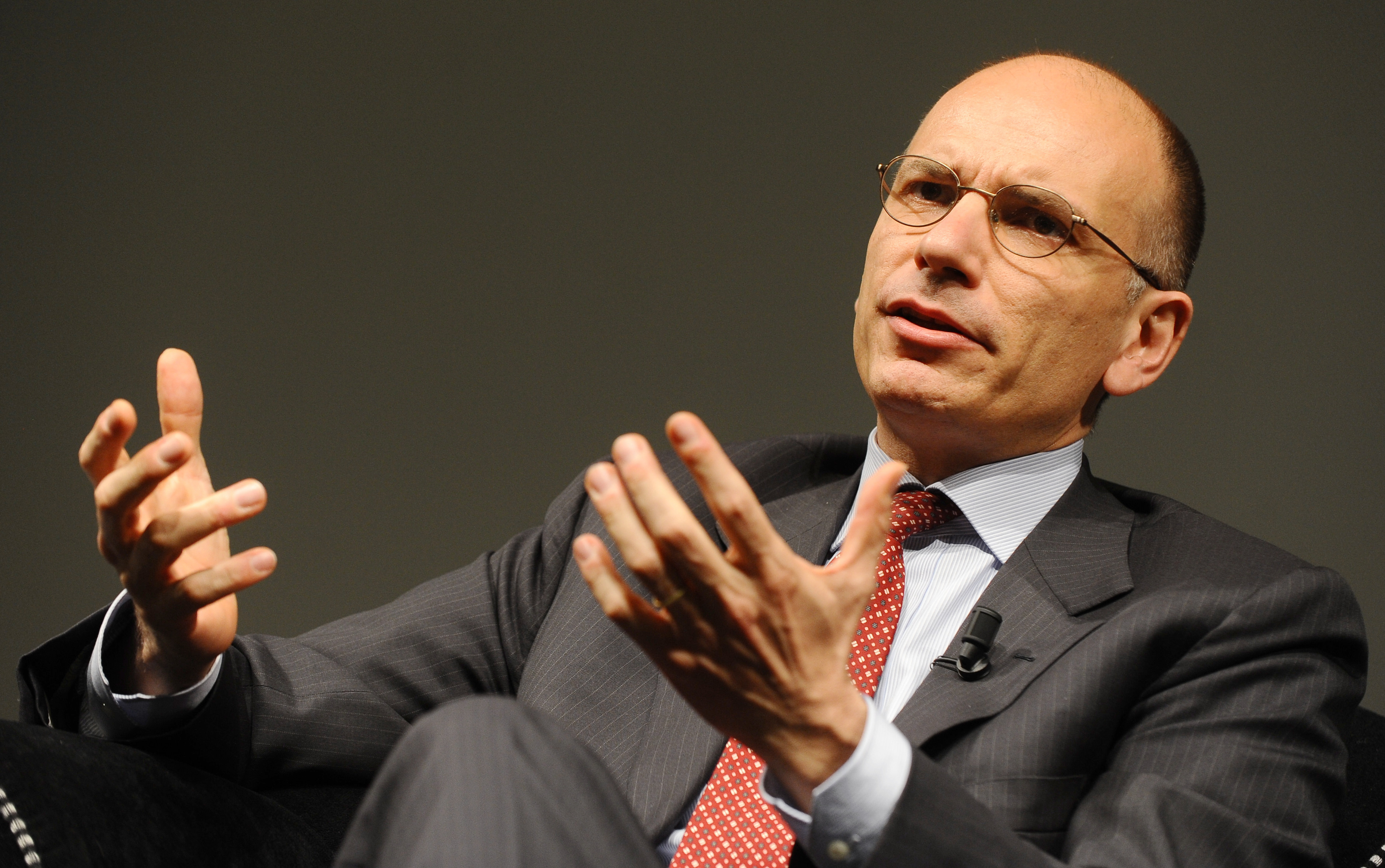
Enrico Letta al Festival dell'Economia di Trento nel 2013

Da Presidente del Consiglio Letta si è occupato di affrontare la grave crisi socio-economica causata dalla Grande Recessione e la successiva crisi del debito sovrano europeo. Nel 2013, uno dei maggiori problemi dell'Italia era l'enorme disoccupazione giovanile, valutata intorno al 40%. Per affrontare questo problema, il 14 giugno promuove un vertice a quattro a Palazzo Chigi con i ministri dell'economia, delle finanze e del lavoro di Italia, Germania, Francia e Spagna sul tema per organizzare politiche europee comuni per ridurre la disoccupazione giovanile. Dopo poche settimane, durante una conferenza stampa al termine del Consiglio dell'Unione europea a Bruxelles, Letta annuncia che sarebbero stati ricevuti dall'Italia 1,5 miliardi di euro dai fondi europei per combattere la disoccupazione giovanile.
Il 31 maggio il Consiglio dei ministri ha approvato un disegno di legge per abolire il finanziamento pubblico ai partiti politici, che era ampiamente considerato una rivoluzione per la politica e i partiti politici italiani, che dipendevano profondamente dai fondi pubblici. Il 4 giugno Letta, assieme al suo ministro dello sviluppo economico Flavio Zanonato e al suo ministro dell'ambiente Andrea Orlando, ha annunciato l'amministrazione controllata dell'ILVA, una delle più grandi aziende siderurgiche d'Europa, per una durata di 36 mesi, affidandone la gestione a Enrico Bondi.
Il 15 giugno il suo governo emana il cosiddetto "Decreto del fare", provvedimento finalizzato ad assumere politiche per il rilancio dell'economia. Il decreto è stato successivamente approvato dal Parlamento italiano tra luglio e agosto con voto di fiducia. La riforma è stata duramente criticata dal Movimento 5 Stelle. Il 29 agosto il suo governo abolisce l'IMU, introdotta dal governo Monti, sia per le abitazioni principali che per gli edifici adibiti al settore agricolo.
Il 31 agosto 2013 Letta e il governo, tramite un decreto-legge convertito a ottobre di quell'anno, approvano un condono fiscale a favore di otto società concessionarie di slot machine non in regola con il fisco. L'obiettivo dell’esecutivo, sostenuto sia dal Partito Democratico che dal Popolo della libertà, era quello di recuperare in tempi brevi risorse per finanziare diverse misure, come l'abolizione dell'IMU.

#### Immigrazione

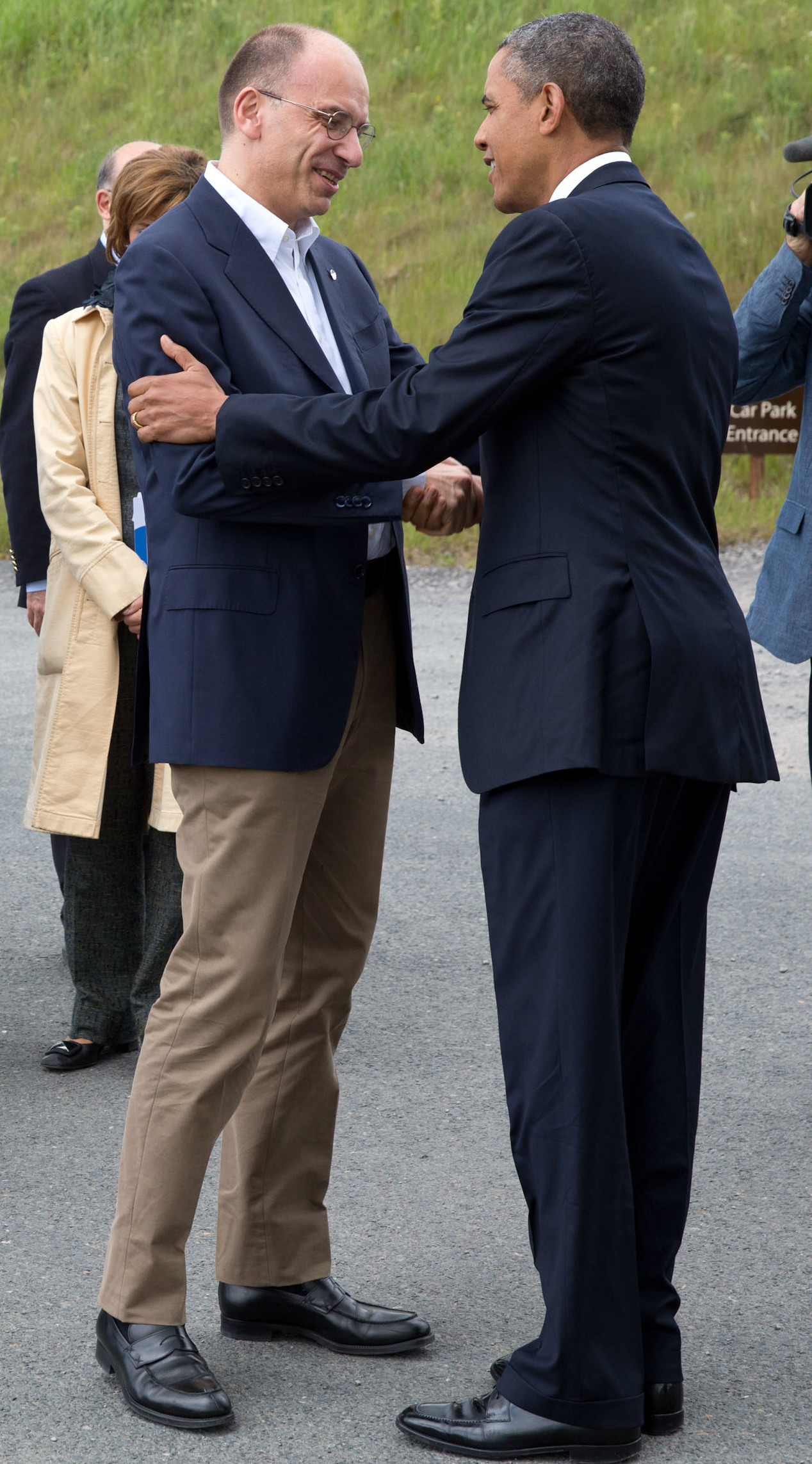
Letta e Barack Obama al G8 del 2013

A seguito delle guerre civili libiche e siriane, uno dei principali problemi affrontati da Letta una volta diventato Presidente del Consiglio nel 2013 sono stati gli alti livelli di immigrazione illegale in Italia.
Il 3 ottobre 2013, un'imbarcazione che trasportava migranti dalla Libia in Italia è affondata al largo dell'isola di Lampedusa. È stato riferito che la barca era salpata da Misurata, in Libia, ma che molti dei migranti provenivano da Eritrea, Somalia e Ghana. Una risposta di emergenza che ha coinvolto la Guardia Costiera italiana ha portato al salvataggio di 155 sopravvissuti. Il 12 ottobre è stato riferito che il bilancio delle vittime confermato dopo la perquisizione della barca era di 359, ma che altri corpi erano ancora dispersi; una cifra di "più di 360" morti è stata successivamente segnalata, diventando il naufragio con più morti avvenuto nel Mar Mediterraneo.
Dopo la tragedia di Lampedusa, Letta ha deciso di rafforzare il pattugliamento nazionale del canale siciliano autorizzando l'operazione Mare nostrum, un'operazione militare e umanitaria il cui scopo era fornire soccorso ai migranti. Questa operazione aveva due scopi principali: salvaguardare la vita in mare e combattere il traffico illegale di migranti. L'operazione ha portato in Europa almeno 150 000 migranti, principalmente dall'Africa e dal Medio Oriente. L'operazione si è conclusa pochi mesi dopo la fine del suo mandato, il 31 ottobre 2014.

#### Politica estera

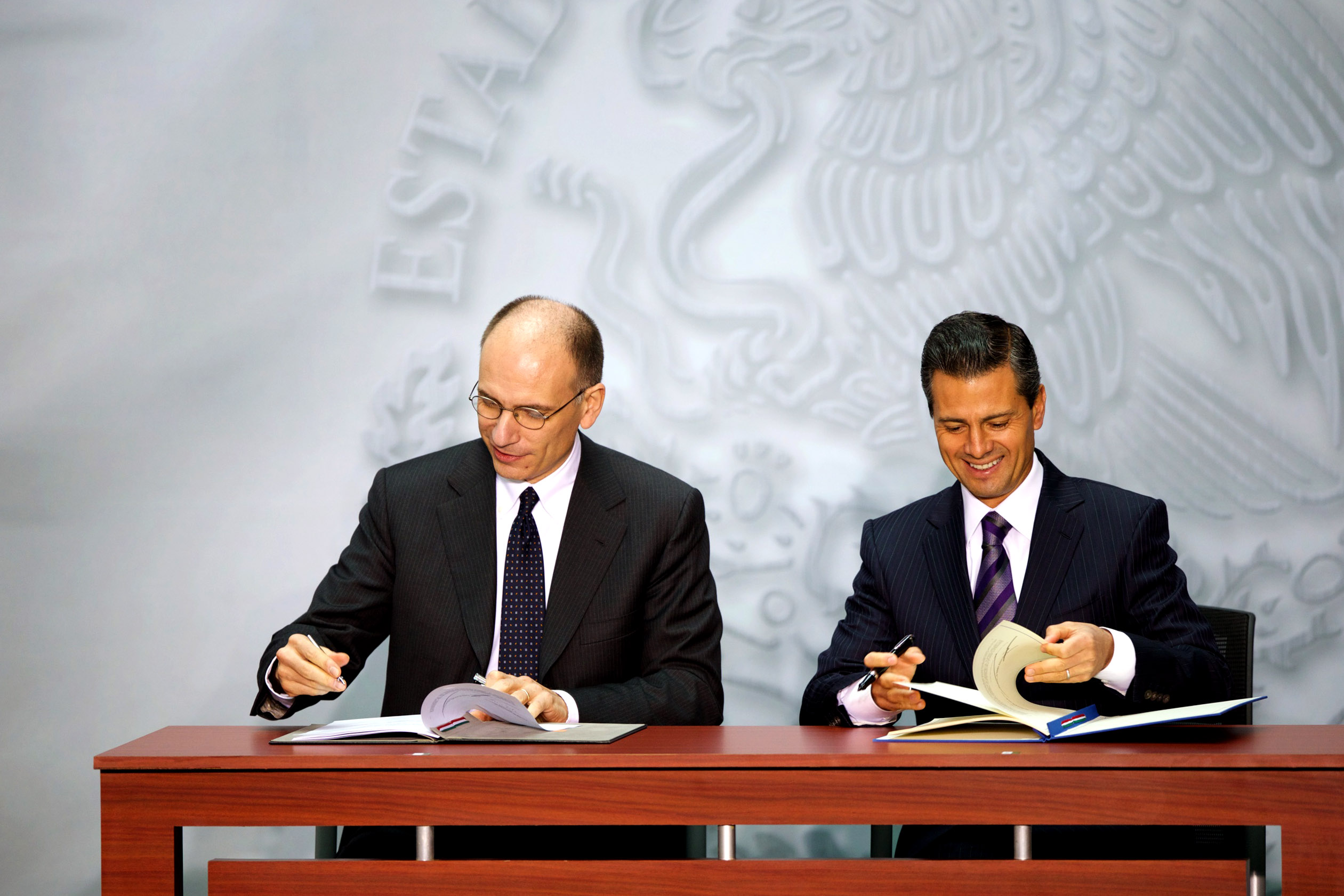
Letta con il Presidente del Messico Enrique Pena Nieto

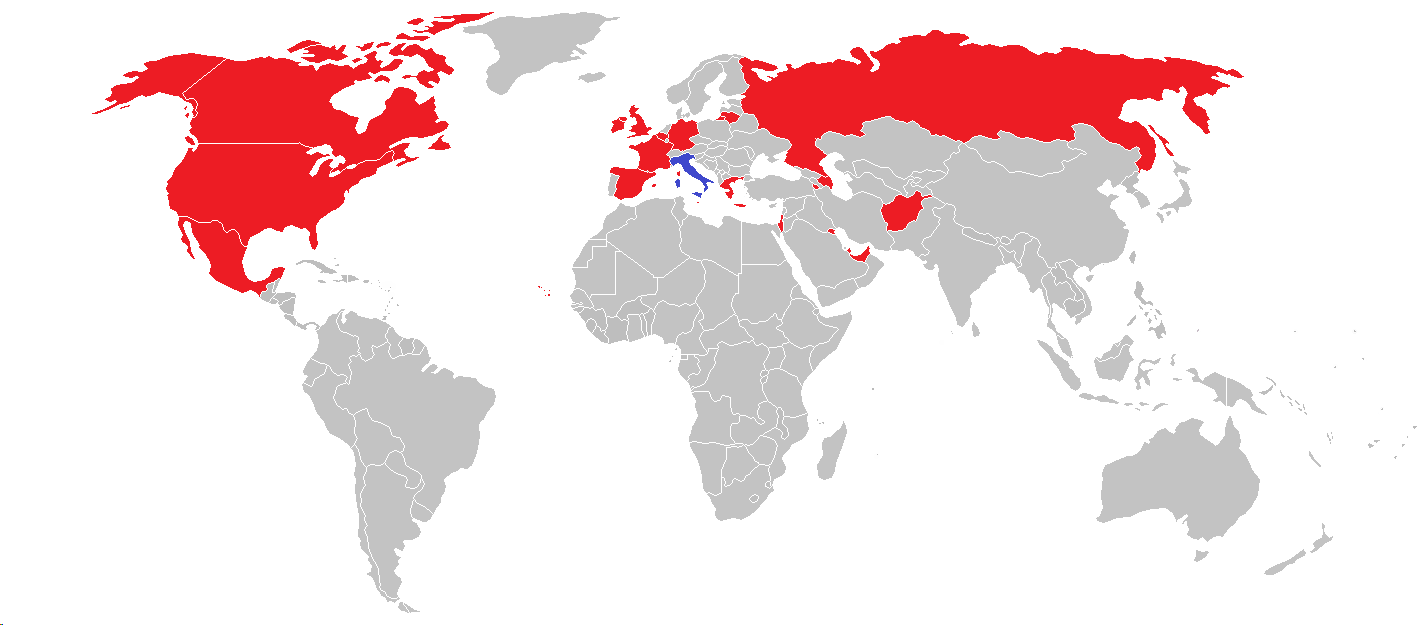
Viaggi all'estero del presidente del Consiglio Enrico Letta

Politico fortemente filo-europeista, durante il suo governo ha stretto rapporti con gli altri importanti leader europei come la cancelliera tedesca Angela Merkel, che è stata il primo leader straniero che ha incontrato, pochi giorni dopo il suo giuramento, il 30 aprile. Letta costruì anche un rapporto affettuoso con il presidente della Repubblica francese François Hollande, con il quale condivideva una visione comune sulle politiche di austerità, ritenute obsolete per affrontare la crisi economica del debito sovrano europeo; Letta e Hollande hanno spesso sottolineato la necessità di aumentare la spesa pubblica negli investimenti.
Il 17 e 18 giugno partecipa al G8 del 2013 a Lough Erne in Irlanda del Nord. Durante il summit, Letta ha avuto il suo primo incontro bilaterale con il Presidente degli Stati Uniti d'America Barack Obama. Il 17 ottobre Letta è stato invitato alla Casa Bianca dal presidente Obama, il quale si è dichiarato molto colpito dal primo ministro italiano e dal suo piano di riforme.
Il 5 e il 6 settembre Letta partecipa al G20 del 2013 di San Pietroburgo. Il summit si è concentrato sulle conseguenze della guerra civile siriana, dove Letta ha sostenuto per una risoluzione diplomatica della crisi promossa dalle Nazioni Unite. Suo sherpa e consigliere economico è Fabrizio Pagani. Il 25 settembre, durante il suo discorso davanti all'Assemblea generale delle Nazioni Unite, Letta ha chiesto una profonda riforma del Consiglio di sicurezza dell'ONU.

### Dopo la presidenza del Consiglio
Il 9 giugno 2015 presenta le dimissioni da deputato alla Camera, dopo aver votato contro la nuova legge elettorale proposta dal PD e il suo segretario Renzi, l'Italicum: il suo incarico cessa quindi definitivamente il 23 luglio. Nel contempo non rinnova la tessera del PD. Nello stesso anno, su sua iniziativa, viene fondata la Scuola di Politiche (SdP), promossa dall'Agenzia di ricerche e legislazione (AREL).
Nell'aprile 2015 si trasferisce a Parigi per insegnare nella Grande école Sciences Po Paris (Institut d'études politiques), dove tiene un corso su Europa e populismi. Dal 1º settembre dirige l'École d'affaires internationales (PSIA - Scuola di affari internazionali) dello stesso istituto. Con Sciences Po ha inoltre svolto periodi di ricerca e insegnamento presso l'Università della Tecnologia di Sydney e la Scuola di Politica e Strategia Globali dell'Università della California, San Diego.

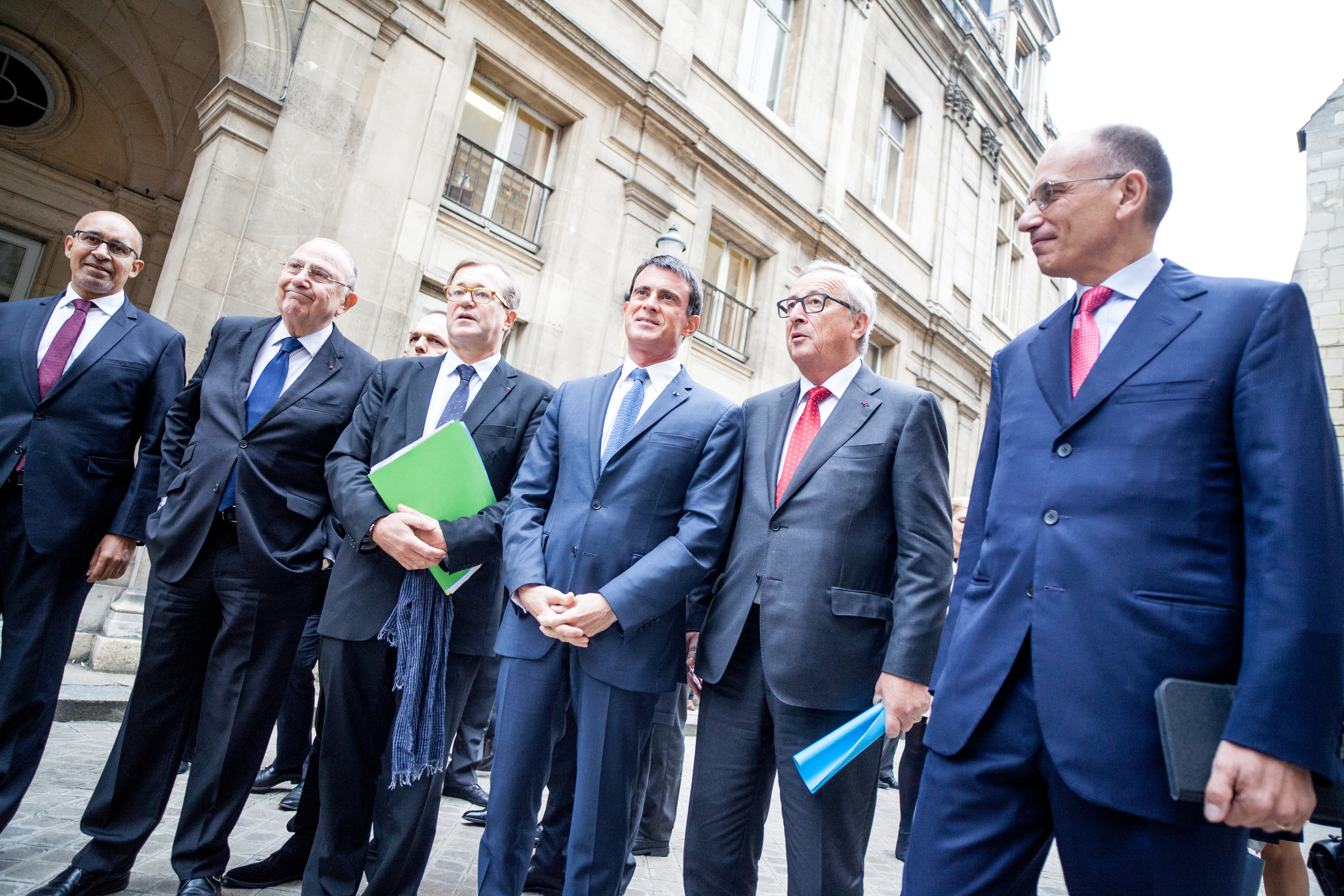
Manuel Valls, Jean-Claude Juncker ed Enrico Letta a Parigi per i 20 anni dell'Istituto Jacques Delors nel 2016

Nel 2016 sotto l'egida dell'Istituto Jacques Delors (un think tank europeo fondato vent’anni prima dall’ex presidente della Commissione europea Jacques Delors, guidato in passato anche da Tommaso Padoa-Schioppa), di cui è stato nominato presidente, ha lanciato una scuola di politiche centrata sui temi europei, l'Académie Notre Europe.
A marzo 2017, davanti a Lucia Annunziata durante In mezz’ora, dichiara la sua intenzione di voto a favore di Andrea Orlando, ministro della giustizia ed esponente dell’area socialdemocratica del PD, alle imminenti primarie per scegliere il nuovo segretario, spiegando che Orlando «è stato l’unico che ha dato dimostrazione del fatto che il PD non può essere da un'altra parte, il PD non può che essere in piazza insieme alle bandiere europee». Nello stesso anno, intervistato da Il Giornale, afferma che non intende più tornare a fare politica attiva. Successivamente ad ottobre 2017 entra a far parte del nuovo Comitè Action Publique 2022, una Commissione pubblica per la riforma dello Stato e della Pubblica Amministrazione in Francia che dipende dal governo di Édouard Philippe e che è stata fortemente voluta dal presidente Emmanuel Macron.
Nel marzo 2019, in seguito alla vittoria di Nicola Zingaretti alle elezioni primarie del Partito Democratico, che divenne segretario del PD, annuncia che riprenderà la tessera del partito dopo quattro anni. Nello stesso anno, Letta ha anche fatto parte del comitato consultivo dell'annuale Rapporto sullo sviluppo umano del Programma delle Nazioni Unite per lo sviluppo (UNDP), co-presieduto da Thomas Piketty e Tharman Shanmugaratnam.

### Segretario del Partito Democratico

#### Elezione e insediamento al Nazareno
In seguito all'annuncio di Nicola Zingaretti di dimettersi dalla carica di segretario del Partito Democratico, viene menzionato il suo nome come possibile successore. Inizialmente lui rifiuta, anche per via dell'incarico universitario a Parigi. Ma dopo che molti esponenti di spicco del PD, tra cui lo stesso Zingaretti, il suo vicesegretario Andrea Orlando, l'ex Presidente del Consiglio Paolo Gentiloni, l'ex segretario del PD Dario Franceschini e il presidente della Regione Emilia-Romagna Stefano Bonaccini, hanno pubblicamente chiesto a Letta di diventare il nuovo segretario, ci ripensa, torna a Roma l'11 marzo 2021 e accetta ufficialmente il successivo 12 marzo, spiegando che "per amore della politica e passione per i valori democratici".
Il 14 marzo viene eletto segretario del Partito Democratico dall'Assemblea nazionale con 860 voti a favore, 2 contrari e 4 astenuti. Durante il suo discorso per insediarsi, ha rivendicato il sostegno e la partecipazione al governo Draghi, e ha indicato di voler ricostruire la coalizione di centro-sinistra dialogando con Liberi e Uguali, Azione, Italia Viva e +Europa, per formare un'alleanza con il Movimento 5 Stelle. Successivamente rilancia in modo ancora più netto la necessità di un'alleanza con i 5 Stelle per sconfiggere la destra, soprattutto in vista delle elezioni amministrative.
Il 17 marzo Letta ha nominato come vicesegretari del PD Giuseppe Provenzano, ministro per il Sud e la coesione territoriale nel governo Conte II, e Irene Tinagli, eurodeputata che presiede la Commissione per i problemi economici e monetari al Parlamento europeo, con quest'ultima che svolgerà le funzioni di vicaria.
Il 18 marzo forma la sua segreteria, composta da otto uomini e otto donne, aggiungendo i suoi vicesegretari Tinagli e Provenzano, nominando tra i quali: l'ex CT della nazionale di pallavolo maschile Mauro Berruto, esponenti del governo Conte bis Antonio Misiani, Sandra Zampa e Francesco Boccia (quest'ultimo vicino a Letta) e persone esterne alla politica come il docente alla LUMSA ed ex commissario all'AgCom Antonio Nicita e l'ex segretario nazionale di Confartigianato Imprese Cesare Fumagalli.

#### Ritorno alla Camera nel collegio di Siena

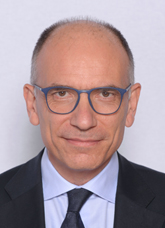
Letta alla Camera nel 2022

Il 14 luglio 2021, dopo che Pier Carlo Padoan ha lasciato vacante il collegio uninominale di Siena alla Camera il 4 novembre 2020 per entrare nel cda dell'UniCredit (e diventarne presidente), annuncia che si candiderà nelle elezioni suppletive di Siena che si terranno in autunno, dopo settimane che circolava la notizia di una sua possibile candidatura a Siena, dichiarando alla direzione del PD di Siena che «C’è una missione nazionale: dobbiamo vincere per dare un messaggio forte alla Toscana e al paese e per avere un segretario in Parlamento dove i nostri gruppi parlamentari sono usciti falcidiati dal disastro delle elezioni del 2018 e dalle fughe successive». Alle elezioni suppletive, il principale avversario di Letta sarà Tommaso Marrocchesi Marzi, candidato del centro-destra molto radicato nel territorio ed espressione dell’imprenditoria vinicola della regione. Secondo alcuni giornali, l’obiettivo di Letta, in caso della sua elezione alla Camera, è quello di gestire in maniera più ravvicinata i gruppi parlamentari del suo partito. A sostenerlo, oltre al PD, saranno anche il Movimento 5 Stelle, Articolo Uno, Sinistra Italiana, Italia Viva, Europa Verde e PSI. Risulta eletto alla Camera dei Deputati con 33.391 voti pari al 49,92% staccando di 12 punti lo sfidante del centro-destra. Alla Camera dei Deputati entra il 6 ottobre, facendo parte della 3ª Commissione Affari Esteri.

#### Elezioni politiche del 2022

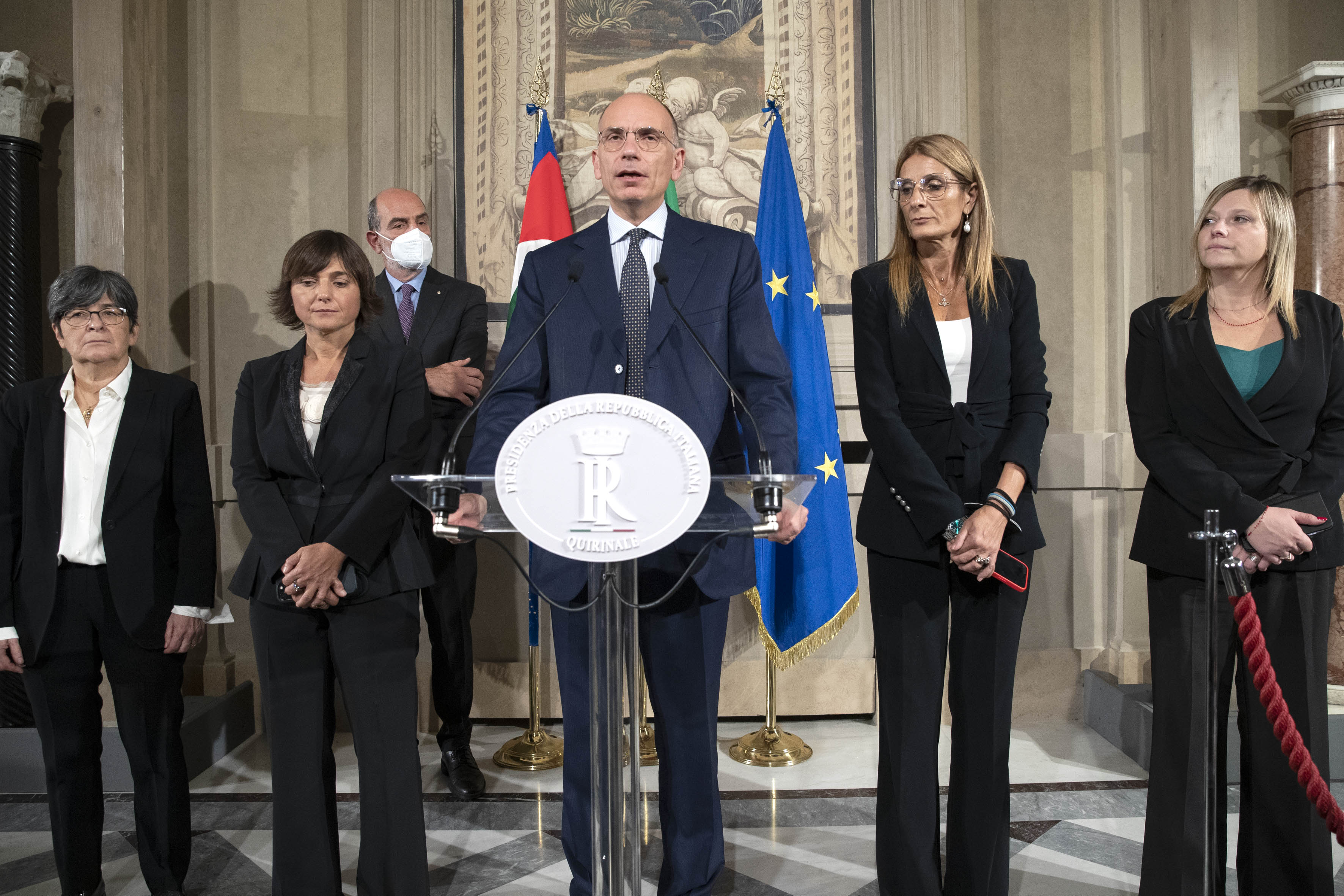
Enrico Letta alle consultazioni del 2022 con Debora Serracchiani, Maria Cecilia Guerra, Simona Malpezzi e la presidente del PD, Valentina Cuppi.

Alle elezioni politiche anticipate del 2022 si ricandida alla Camera come capolista della lista Partito Democratico - Italia Democratica e Progressista nei collegi plurinominali Lombardia 1 - 01 e Veneto 2 - 02.
Alla tornata elettorale Letta viene eletto deputato in entrambi i collegi, optando per quello in Veneto; mentre il risultato del Partito Democratico è stato del 19,07% alla Camera dei deputati e il 18,96% al Senato della Repubblica, facendo quasi gli stessi numeri delle politiche del 2018 ma con l'astensionismo in crescita, raccolti principalmente in Toscana ed Emilia-Romagna.
Nella conferenza stampa postelettorale del 26 settembre 2022 Letta, oltre ad incolpare il Movimento 5 Stelle di Giuseppe Conte della vittoria della coalizione di centro-destra guidata da Giorgia Meloni alle elezioni, annuncia la convocazione di un nuovo congresso del PD, definito costituente del Nuovo PD, e contestualmente di nuove elezioni primarie, a cui Letta stesso non si sarebbe candidato. Le primarie, conclusesi il 26 febbraio 2023, hanno visto l'affermazione di Elly Schlein come nuova segretaria.

### Dopo la segreteria del PD
Il 15 settembre 2023 Letta viene incaricato dal primo ministro belga Alexander De Croo, presidente entrante del Consiglio dell'Unione europea, di scrivere un rapporto di alto livello sul futuro del mercato interno dell'Unione europea.
Il 20 dicembre 2024 si dimette dal mandato parlamentare; gli subentra Rosanna Filippin.

## Posizioni e idee politiche
Di formazione cattolico-democratica, ritiene importante una tech tax a livello europeo ed è fortemente contrario ai paradisi fiscali, ritenendo che sia “insopportabile” la loro presenza in Europa.
Propone la riduzione delle tasse sul lavoro (cuneo fiscale) e l’introduzione di un salario minimo.
È favorevole allo ius soli, al suicidio assistito, alla legalizzazione della cannabis, al matrimonio egualitario e a delle misure di contrasto e prevenzione dell’omofobia.
Propone un modello economico basato sulla condivisione prevedendo la partecipazione dei lavoratori agli utili e alle decisioni delle grandi aziende, ricevendo gratuitamente e in condizioni di favore azioni di tali aziende. Si era espresso già in precedenza a favore di questo tipo di compartecipazione, proponendo di sperimentarla su Poste Italiane.
Riguardo alle politiche migratorie, ritiene che il recupero in mare di chi scientemente cerca di raggiungere le coste italiane con mezzi di fortuna sia “un dovere del nostro Paese”.
Si dichiara inoltre a favore del superamento del patto di stabilità europeo, "la necessità cioè di non ritornare alle regole ferree su debito e deficit", sostituendolo con un "patto di stabilità verde e sociale".
Si dichiara a favore delle quote rosa, sostenendo che in Italia vi sia un problema di genere, non solo nelle quote dei gruppi ma anche negli incarichi monocratici, a causa di meccanismi di selezione che tenderebbero a favorire figure maschili.

### Politiche giovanili e sociali
Riguardo alle politiche giovanili, propone l’Erasmus obbligatorio per gli studenti universitari e l’estensione del voto delle elezioni politiche a partire dall’età di 16 anni «per allargare il peso dei giovani nella società». Propone anche, attraverso l’aumento dell’imposta di successione per le eredità superiori ai 5 milioni di euro, la creazione di una "dote" di 10.000 euro da consegnare ai diciottenni meno abbienti, per sostenere spese legate alla formazione, all’istruzione, alla casa, all’affitto o per avviare un’impresa.
Ancor prima della nascita del governo Conte II tra PD e M5S, si è dichiarato a favore del reddito di cittadinanza (proposta bandiera del M5S), che ritiene «fa parte del DNA del centro-sinistra». Ma precisando che, rifacendosi alla frase espressa precedentemente dal M5S e il suo leader Luigi Di Maio: «la povertà non è stata abolita, ma il reddito è un primo passo per affrontare un grave problema».

### Riforme costituzionali
È fortemente contrario alla formazione del cosiddetto gruppo misto all’interno del parlamento, ritenendo che sia «un paradiso per chi lascia il proprio gruppo» e che «la politica si fa con i gruppi parlamentari che si sono presentati alle elezioni». Sostiene l'introduzione di una legge che favorisca la democrazia interna ai partiti politici, in attuazione dell'art. 49 della Costituzione. È contrario alle leggi elettorali Porcellum e Rosatellum, e sostiene l’introduzione della sfiducia costruttiva.
Nella primavera del 2016 si è espresso a favore della riforma costituzionale Renzi-Boschi proposta dal governo Renzi.
Riguardo al referendum costituzionale del 2020 sulla riduzione del numero dei parlamentari, annunciò di schierarsi per il Sì, ritenendo che «per le attività che si svolgono alla Camera, 630 deputati sono troppi. 400 fanno benissimo il lavoro che la Camera deve svolgere» e che sia il primo passo per superare il bicameralismo perfetto.

## Controversie

### Inchiesta Lusi
Nel gennaio 2012 l'ex tesoriere della Margherita Luigi Lusi, iscritto nel registro degli indagati per aver sottratto, secondo la procura di Roma, ingenti somme di denaro dalle casse del partito, ha sostenuto che parte di tali soldi sia andata a diversi appartenenti al partito, tra i quali Enrico Letta.

### Incarichi in società estere
A luglio 2021 ha attirato a sé critiche da parte della stampa per aver rivestito incarichi in società estere come Tojoy (che si definisce "acceleratore per le imprese che vogliono entrare nel mercato cinese") e Publics (la cui controllata Qorvis cura da circa vent'anni l'immagine della monarchia saudita).

## Incarichi associativi
Dal luglio 2016 Letta diventa presidente del comitato scientifico della fondazione Aristide Merloni, incarico conferitogli per il triennio 2016-19.
Letta è segretario generale dell'Arel - Agenzia di ricerche e legislazione, fondata da Beniamino Andreatta, nonché fondatore delle associazioni Trecentosessanta e VeDrò. Dal 2015 è membro della Commissione Trilaterale ed è stato membro del comitato esecutivo e vicepresidente dell'Aspen Institute Italia.
Dal 2016 è presidente dell'Istituto Jacques Delors.

## Incarichi parlamentari

### Parlamento europeo
- Membro della Commissione per i problemi economici e monetari
- Membro della Delegazione per le relazioni con i paesi del Maghreb e l'Unione del Maghreb arabo (compresa la Libia)
- Membro sostituto della Commissione temporanea sulle sfide e i mezzi finanziari dell'Unione allargata nel periodo 2007-2013

### Camera dei deputati
XIV legislatura:
- Membro della Commissione Attività produttive, Commercio e Turismo (dal 21/06/2001 al 19/07/2004)
- Membro del Gruppo di lavoro interparlamentare italo-iraniano (dal 07/01/2002 al 26/04/2004)
- Membro del Comitato per la valutazione delle scelte scientifiche e tecnologiche (dall'11/02/2002 al 19/07/2004)

XV legislatura:
- Membro della 11ª Commissione Lavoro Pubblico e Privato (dal 18/12/2007 al 28/04/2008)
- Membro della 13ª Commissione Agricoltura (dal 06/06/2006 al 18/12/2007)

XVI legislatura:
- Membro della 4ª Commissione Difesa (dal 23/11/2009 al 14/03/2013)
- Membro della 11ª Commissione Lavoro Pubblico e Privato (dal 21/05/2008 al 23/11/2009)
- Membro del Gruppo di collaborazione parlamentare Italia-Spagna (dal 21/05/2008 al 14/03/2013)

XVII legislatura:
- Membro della 3ª Commissione Affari esteri e Comunitari (dal 07/10/2014 al 09/07/2015)
- Membro della 4ª Commissione Difesa (dal 07/05/2013 al 07/10/2014; dal 09/07/2015 al 23 luglio 2015)

XVIII legislatura:
- Membro della 3ª Commissione Affari esteri e Comunitari (dall'11/10/2021 al 12/10/2022)

XIX legislatura:
- Membro della 14ª Commissione Politiche dell'Unione europea (dal 09/11/2022)

## Opere
- L'Europa di Maastricht. La Comunità diventa Unione, Firenze, AREL, 1992.
- Passaggio a Nord-Est. L'Unione europea tra geometrie variabili, cerchi concentrici e velocità differenziate, Bologna, Il Mulino, 1994. ISBN 88-15-04834-0.
- Euro sì. Morire per Maastricht, Roma-Bari, Laterza, 1997. ISBN 88-420-5248-5.
- (a cura di), Le prospettive di integrazione tra Unione Europea e Unione Europea Occidentale. Effetti sulle strutture politico-istituzionali attualmente esistenti, Roma, Informazioni della Difesa, 1999.
- La comunità competitiva. L'Italia, le libertà economiche e il modello sociale europeo, Roma, Donzelli, 2001, ISBN 88-7989-625-3.
- Dialogo intorno all'Europa, con Lucio Caracciolo, Roma, Laterza, 2002, ISBN 88-420-6556-0.
- L'allargamento dell'Unione europea, Bologna, Il Mulino, 2003, ISBN 88-15-09320-6.
- E. Letta-Pier Luigi Bersani, Viaggio nell'economia italiana, Roma, Donzelli, 2004, ISBN 88-7989-890-6.
- E. Letta-Pier Luigi Bersani, Sulla via dei distretti. Un viaggio per rilanciare l'economia italiana, Roma, L'Unità-Europa, 2004.
- L'Europa a venticinque, Bologna, Il Mulino, 2005, ISBN 88-15-09830-5; 2006, ISBN 88-15-11015-1.
- In questo momento sta nascendo un bambino, Milano, Rizzoli, 2007, ISBN 978-88-17-01988-0.
- Adesso il lavoro. Le proposte del Partito Democratico contro la crisi. Occupazione, salari, pensioni, a cura di e con Cesare Damiano e Tiziano Treu, Roma, Ediesse, 2008, ISBN 978-88-230-1329-2.
- Costruire una cattedrale. Perché l'Italia deve tornare a pensare in grande, Milano, Mondadori, 2009. ISBN 978-88-04-59050-7.
- E. Letta-Lucio Caracciolo, L'Europa è finita?, Torino, ADD, 2010, ISBN 978-88-96873-06-9.
- Andare insieme, andare lontano, Milano, Mondadori, 2015, ISBN 978-88-04-65537-4.
- E. Letta-Romano Prodi, Tra politica e politiche. La lezione di Nino Andreatta, Bologna, Il Mulino, 2016, ISBN 978-88-15-26711-5.
- Contro venti e maree. Idee sull’Europa e sull’Italia, Conversazione con Sébastien Millard, Il Mulino, Bologna 2017, ISBN 978-88-152-7036-8.
- Ho imparato. In viaggio con i giovani sognando un'Italia mondiale, Bologna, Il Mulino, 2019, ISBN 978-88-15-28004-6.
- Anima e cacciavite. Per ricostruire l'Italia, Milano, Solferino, 2021, ISBN 978-88-28-20726-9.